# Jean-Louis Borloo
Jean-Louis Borloo   (15è districte de París, 7 d'abril de 1951) és un polític francès. Al seu país va ser ministre d'Afers Socials entre 2004 i 2007, ministre d'Economia i Finances el 2007 i ministre de Medi Ambient entre 2007 i 2010.
Boorlo, va obtenir una primera llicenciatura el 1972 en dret i filosofia a la Universitat de París I Panteó-Sorbona, el 1974 una altra llicenciatura en història i economia a la Universitat de París-Nanterre, i el 1976 un MBA a HEC Paris.